# Tom Clancy's Rainbow Six: Lockdown
Tom Clancy's Rainbow Six: Lockdown (En español Tom Clancy's Rainbow Six: El Bloqueo) es el cuarto videojuego de la serie Rainbow Six. El diseño inicial y la versión de PlayStation 2 fueron desarrollados por la empresa Red Storm Entertainment y la versión de Xbox fue desarrollada por el estudio de Ubisoft Montreal. Ambos son publicados por Ubisoft. La versión de teléfono móvil fue lanzada el 9 de junio de 2005; las versiones de PlayStation 2 y Xbox fueron lanzadas el 6 de septiembre; la versión de GameCube fue lanzada el 27 de septiembre; y una versión para Windows fue lanzada el 16 de febrero de 2006.

## Jugabilidad
El jugador controla al personaje principal, el líder de Rainbow Ding Chavez, y lidera un solo escuadrón en tiempo real a través de cada nivel. El jugador puede emitir órdenes a los miembros del equipo, como derribar una puerta o lanzar una granada de mano a una habitación. Las misiones se dividen en niveles lineales, en lugar de que cada misión tenga lugar en un único mapa no lineal. Lockdown también les brinda a los jugadores la posibilidad de guardar su progreso en el juego en cualquier momento durante un nivel, en contraste con la falta de una función de guardado en el juego de los juegos anteriores.

### Versiones de consola
Las versiones de consola de Lockdown presentan varias misiones para francotiradores estilo galería de tiro, en las que los jugadores toman el control del francotirador Dieter Weber y atacan a los terroristas desde una posición pequeña o un helicóptero mientras cubren la entrada de un escuadrón controlado por la IA en un área. Las versiones de la consola también cuentan con escenas de corte que realzan la personalidad y el fondo de cada miembro de los Rainbow, así como maletas coleccionables ocultas en cada nivel que se pueden recoger para materiales extras.

### Versión para PC
La versión de PC de Lockdown eliminó los segmentos de francotiradores y las escenas de corte relacionadas con la historia, y también incluyó por sus niveles rediseñados para que coincidan con el modo de juego menos lineal de las entregas anteriores de la serie. Varios otros elementos antiguos de la serie que se eliminaron de las versiones de la consola se agregaron a la versión para PC, incluidos los cascos de los modelos de personajes. Lockdown es el primer videojuego de la serie que elimina la fase de planificación.

## Historia
Lockdown se lleva a cabo en el año 2009 y gira en torno a una unidad antiterrorista de élite llamada los Rainbow. En Lockdown, los Rainbow se enfrentan a una organización terrorista mundial conocida como Frente de Liberación Global, compuesta por varias organizaciones izquierdistas, anarquistas y del tercer mundo opuestas a Occidente. El Frente de Liberación Global ha robado un virus de nanotecnología creado con el nombre llamado "Legión". "Legión" es un aerosol nanite que causa una hemorragia masiva en su víctima y tiene una tasa de mortalidad del 100%. Rainbow debe encontrar y evitar que GLF use el virus. Para lograr esto, los Rainbow van de un país a otro, rastreando las células GLF de cada país, y finalmente, capturando o asesinando al líder de esa célula, lo que lleva finalmente a un enfrentamiento con el líder supremo del GLF, Bastian Vanderwaal. Un giro importante de la trama ocurre cuando el francotirador del equipo, Dieter Weber, es capturado por los terroristas, lo que provoca un esfuerzo de rescate no autorizado por parte del equipo. El juego incluye 16 misiones para un jugador en total (14 en la Xbox).

## Multijugador

### Xbox
La versión Xbox de Lockdown presenta un modo de juego exclusivo para el servicio Xbox Live de Microsoft llamado "Persistent Elite Creation" (PEC). Este modo le permite al jugador usar un personaje  constante mientras juega en los juegos multijugador en línea, y el personaje ganará niveles cuanto más juegue. Hay cuatro "carreras" para elegir: el comando, médico de combate, ingeniero, y operaciones especiales. Cada clase presenta diferentes habilidades y fortalezas; Los comandos pueden usar armas y armaduras pesadas, los médicos pueden usar elementos para curar a sus compañeros de equipo durante la batalla, los ingenieros pueden instalar torretas de armas, y los de operaciones especiales son sigilosos y usan vigilancia de equipo. Como incentivo para continuar subiendo de nivel, habrá bonos que se pueden desbloquear al lograr ciertos objetivos, como nuevas armas y artículos. Existen elementos livianos similares a los videojuegos de rol, por los cuales, cuando subes de nivel, obtienes puntos stat que se pueden distribuir a través de varias habilidades.

### PlayStation 2
La versión de PlayStation 2, aunque no tiene el modo PEC de Xbox, tiene su propio modo en línea exclusivo. Llamado "Rivalidad", este modo enfrenta a equipos de terroristas contra equipos de agentes antiterroristas.

### GameCube
La versión del videojuego de Nintendo GameCube no aprovecha los adaptadores de banda ancha o módem opcionales del sistema, lo que no permite jugar en línea. Sin embargo, la versión de GCN incluye un exclusivo modo cooperativo para dos jugadores.

## Recepción
El cambio en el modo de juego de las versiones anteriores de Rainbow Six se consideró un movimiento controvertido, y la versión para PC recibió puntajes significativamente más bajos que sus predecesores. A pesar de esto, las versiones de consola del juego han recibido críticas promedio a mixtas de muchos sitios web y revistas de juegos..